# Moma Marković
Moma Marković (srbsko Мома Маркoвић), narodni heroj Jugoslavije, udeleženec Narodnoosvobodilne vojne in družbeno-politični delavec, * 16. november 1912, † 7. avgust 1992, Beograd.

## Življenjepis
Rojen je bil 16. novembra 1912 v vasi Popović pri Sopotu v učiteljsko družino. Osnovno šolo je obiskoval v rojstnem kraju, gimnazijo pa v Beogradu.  
Njegova družina je pripadala delavskemu gibanju – oče Mića je bil član Komunistične partije Jugoslavije (KPJ) in delegat na Drugem kongresu KPJ. Prav zaradi tega je Moma že kot gimnazijec pristopil k revolucionarnem mladinskem gibanju. Takoj po vpisu na medicinsko fakulteto v Beogradu se je vključil tudi v revolucionarno gibanje študentov beograjske univerze. 
Član SKOJ-a je bil od leta 1932,  član Komunistične partije Jugoslavije pa od leta 1933. Čez čas je postal eden od voditeljev partijske organizacije na Medicinski fakulteti in član voditeljskega jedra na univerzi. Marca leta 1934 je bil izbran za člana Univerzitetnega komiteja KPJ in postal eden od urednikov lista »Medicinar«. Od maja leta 1934 je bil tudi urednik lista »Mladi komunist«, ki je začel izhajati na pobudo Blagoja Parovića.
Po odkritju in razkritju partijske in skojevske organizacije v Beogradu, v začetku julija 1934, je bil aretiran januarja 1935.  Državno sodišče za zaščito države ga je obsodilo na devet mesec zapora v Sremski Mitrovici.
Po prihodu iz zapora je nadaljeval s partijsko aktivnostjo v Beogradu. Kot član Oblastnega komiteja KPJ za Srbijo je delal nekaj časa v beograjskem okrožju. Proti koncu leta 1936 je dobil nalogo, da pomaga partijski organizaciji v Kragujevcu, kjer je delal na obnavljanju in krepitvi partijskih organizacij v Šumadiji. 
Leta 1937 je po odloku Centralnega komiteja Zveze komunistov Jugoslavije dobil delo obnavljanja partijske organizacije Kosovu in Metohiji in kasneje v Makedoniji.  Njegova pomoč na Kosovu in Metohiji je omogočila krepitev partijske organizacije in ustanovitev Oblastnega komiteja KPJ za Kosovo in Metohijo. V Makedoniji je pomagal pri reševanju razmer v nekaterih partijskih organizacijah. Leta 1937 ga je pri poskusu ilegalnega pobega v Španijo ujela avstrijska policija na avstrijsko-švicarski meji in ga vrnila nazaj v Kraljevino Jugoslavijo. Po mesecu dni zapora je bil izgnan v rojstno mesto. 
Kasneje se je ilegalno vrnil v Beograd, kjer je nadaljeval s politično dejavnostjo kot član Okrožnega komiteja KPJ v Beogradu. V začetku leta 1938 je postal član Pokrajinskega komiteja KPJ za Srbijo. Kot član Pokrajinskega komiteja je politično deloval po celotni Srbiji
Po občinskih volitvah leta 1938 je skupaj z Milošem Minićem napisal brošuro „ Kdo ima pravico govoriti v imenu Beograda«,  v kateri sta prikazala teror, ki so ga vršili predstavniki režima. Brošura je bila natisnjena v Kragujevcu in kasneje raznesena po vsej Srbiji . Junija 1939 je bil kot delegat PK KPJ za Srbijo prisoten na državnem posvetovanju KPJ pod Šmarno goro. Na V. pokrajinski konferenci KPJ za Srbijo, junija 1940, je bil ponovno izbran za člana Pokrajinskega komiteja, na peti državni konferenci KPJ  pa je bil izbran za člana Vojne komisije pri Pokrajinskem komiteju KPJ za Srbijo.  Do začetka vojne je neprestano deloval na področju krepitve in večanja partijskih organizacij v Srbiji, kot član Vojne komisije pa je delal na pripravi partijskih organizacij za obrambo ozemlja. V času začetka vojne je deloval na območju osrednje Srbije. 
Po kapitulaciji Kraljevine Jugoslavije v sredini aprila 1941 se je vrnil v okupirani Beograd, kjer je dobil nalogo, da organizira priprave za oboroženo vstajo v južni in jugovzhodni Srbiji. Od avgusta 1941 je, kot delegat PK KPJ za Srbijo, deloval v požarevskem okrožju na področju organiziranja partijskih organizacij in krepitvi Narodnoosvobodilnega gibanja Jugoslavije. V Požarevcu je ostal do leta 1942, ko je odšel v Beograd na delo v PK KPJ za Srbijo. V začetku leta 1943  je bil imenovan za političnega komisarja Glavnega štaba NOB in PO za Srbijo .
Kasneje je iz Beograda pobegnil na območje Aranđelovca, kjer se je nahajal sedež Glavnega štaba, in nadaljeval z delom oživljanja oborožene borbe in formiranja Prve šumadijske brigade. Proti koncu leta 1943 je prav s to brigado prebil v Sandžak zaradi ustanavljanja povezav in enot Narodnoosvobodilne vojske, ki jih je Vrhovni štab NOV in POJ kasneje razposlal po celotni Srbiji .
Na drugem zasedanju AVNOJ-a je bil izbran za člana Predsedstva AVNOJ-a. Od junija do oktobra 1944 je opravljal delo načelnika Personalnega oddelka Glavnega štaba za Srbijo, zatem je dobil delo organizatorskega sekretarja Pokrajinskega komiteja KPJ za Srbijo. Ob koncu vojne je imel čin generalmajorja Jugoslovanske armade.  
Po osvoboditvi Jugoslavije je opravljal mnoga pomembna dela, tako na partijski ravni kot državni. Bil je član Vlade Federalne Srbije (1945 – 1946), predsednik Kontrolne komisije Vlade LR Srbije (1946 — 1948); član Zveznega izvršnega sveta in Zvezni sekretar za socialno politiko in ljudsko zdravje (1953 – 1963), predsednik Glavne zadružne zveze FNRJ in član Predsedstva zvezne konference Socialistične zveze delovnega ljudstva Jugoslavije. Izbran je bil za narodnega poslanca Zvezne skupščine in skupščine SR Srbije. Bil je tudi član Sveta federacije
V  Centralni komite Zveze komunistov Jugoslavije je bil vključen leta 1946, kasneje je bil vanj izvoljen še na štirih kongresih KPJ/ZKJ. Od leta 1945 je bil član Politbiroja Centralnega komiteja ZK Srbije. Med Sedmim in Desetim kongresom Zveze komunistov Srbije je opravljal funkcijo člana CK ZK Srbije. Urejal je partijski časopisa „Komunist“ in »Partijska izgradnja“ in bil glavni ter odgovorni urednik „Borbe“ (1963 — 1969). 
Umrl je v Beogradu 7. avgusta 1992. Pokopan je na Novem pokopališču v Beogradu
Je nosilec Partizanske spomenice 1941 in drugih jugoslovanskih odlikovanj, med katerimi so tudi Red ljudske osvoboditve, Red zaslug za ljudstvo z zlato zvezdo in drugi. Red narodnega heroja je prejel 6. julija 1953. 

### Družina
Njegov brat Dragoslav Draža Marković (1920 – 2005) je bil prav tako udeleženec Narodnoosvobodilne borbe in kasneje visok državni ter partijski funkcionar Socialistične Republike Srbije. Njegova hčerka Mirjana - Mira Marković (1942-2019), ki je bivša soproga Slobodana Miloševića, predsednika Srbije in ZR Jugoslavije, je bila rojena v izvenzakonski zvezi z Vero Miletić (ta pa je bila sestra Davorjanke Paunović - Zdenke, Titove medvojne tajnice in priležnice)  